# Ніл Шапіро (вершник)
Ніл Шапіро (англ. Neal Shapiro, 22 липня 1945) — американський вершник.
Срібний призер Олімпійських Ігор 1972 року в командному конкурі, бронзовий призер 1972 року в індивідуальному конкурі.